# Cerdanyola del Vallès
|  | Per a altres significats, vegeu «estació de Cerdanyola del Vallès». |

Cerdanyola del Vallès és un municipi de Catalunya situat a la comarca del Vallès Occidental, situat a uns 6 km al nord-est de Barcelona. Limita amb els municipis de Sant Cugat del Vallès, Sant Quirze del Vallès, Badia del Vallès, Barberà del Vallès, Sabadell, Ripollet, Montcada i Reixac i Barcelona. Compta amb un sincrotró anomenat ALBA i és la seu de la Universitat Autònoma de Barcelona.

## Topònim
El topònim de Cerdanyola està documentat per primera vegada l'any 954, amb la forma llatinitzada Cerdaniola, en una cessió de terres al Monestir de Sant Cugat. Al segle xii es va formar la parròquia de Sant Martí de Cerdanyola i amb l'abolició de les jurisdiccions senyorials l'ajuntament va prendre el nom de Cerdanyola. Inicialment alternant de forma esporàdica amb la grafia Sardanyola, als segles xviii i xix van aparèixer diverses variacions amb grafia castellanitzada: Serdañola, Sardañola i Cerdañola. El 1934 es va fixar el nom amb el complement de la comarca per diferenciar-lo d'altres nuclis de població homònims, tot i que entre 1939 i 1977 el nom oficial va ser l'arcaic Sardanyola.
El 1899, Josep Balari i Jovany va proposar l'origen relacionat amb el llatí quercus o cercus amb el significat de «alzinar». Està més acceptada la hipòtesi de ser un diminutiu de Cerdanya, recolzada per motius lingüístics per Joan Coromines, geogràfics per Pau Vila i històrics per l'expansió del comtat de Cerdanya que actuà conjuntament amb el comtat de Barcelona durant el segon quart del segle x. L'origen és el mateix que altres topònims homònims existents en la Catalunya Vella entre els quals destaquen actualment Sant Julià de Cerdanyola (Berguedà), Cal Cerdanyola (Gisclareny), Serra de Cerdanyola (Sagàs), barri de Cerdanyola (Mataró).

## Geografia
Cerdanyola és a la part meridional de plana del Vallès i dins del seu municipi hi comprèn part de la serra de Collserola limitant amb Barcelona. Els dos cursos d'aigua més importants són el riu Sec i la riera de Sant Cugat, tots dos afluents del riu Ripoll.
El terme municipal està separat en dues grans unitats geomorfològiques. La meitat nord, pertany a la depressió del Vallès i la meitat sud compren la part nord-est de la serra de Collserola.
Barris de Cerdanyola:
- Can Antolí
- Banús
- Bellaterra
- Bonasort
- Can Cerdà
- Can Fatjó dels Aurons
- Canaletes
- Centre
- Cordelles
- Farigola
- Fontetes
- Gorgs
- Montflorit
- Plana del Castell
- Sant Ramon
- Serraperera
- Terranova
- Turonet
- Can Xarau
- Turó de Sant Pau
- Vila Universitària

## Història
Durant la prehistòria, a Cerdanyola vivien petites comunitats de caçadors, recol·lectors i d'agricultors. S'han trobat restes de caçadors nòmades de l'època del Paleolític, com ara el jaciment arqueològic del torrent de Can Domènec, que fabricaven estris de pedra, a prop dels torrents de Can Magrans, Can Domènec i del riu Sec. A poc a poc la plana de Cerdanyola i la serra de Collserola va ser ocupada per petites granges o aldees de cabanes entre el Neolític i la primera edat del ferro. Al carrer París de la ciutat es van trobar restes d'un gran nombre de persones inhumades.
Durant l'època ibèrica a Cerdanyola s'estableixen els laietans, que es dediquen bàsicament a la ramaderia i al conreu. S'han trobat moltes restes al poblat ibèric de Ca n'Oliver, que tenia muralla, carrers definits, cases i magatzem. També s'han trobat jaciments més petits a Can Xercavins o a l'actual campus de la UAB.
Amb l'arribada de l'Imperi Romà, els pobladors ibers desapareixen i comença la dominació romana, que provoca la creació de noves explotacions agrícoles, dedicades principalment al conreu de vinya per a la producció de vi.
El nom de Cerdanyola és documentat per primera vegada l'any 975, en un document del Monestir de Sant Cugat.
Des del segle ix forma part del Comtat de Barcelona, part del territori de la Gòtia, i els pobladors es dediquen bàsicament a l'agricultura. Des d'aquesta època, Cerdanyola esdevingué a poc a poc un cúmul de masies i cases pairals dispersades pel terme municipal. Durant molt de temps no hi va haver un nucli urbà. La vila estava dividida en dues parròquies, la de les Feixes i la de Sant Martí, i dins la jurisdicció del Castell de Sant Marçal. En aquesta època la societat s'agrupava en dos comuns amb l'objectiu de defensar els interessos dels pagesos davant dels senyors feudals, especialment els Marimon que van arribar a esdevenir marquesos de Cerdanyola a final del segle xvii.
Durant el segle xviii moltes famílies pageses es van enriquir gràcies a la producció i comercialització de vi.
El nucli urbà es va començar a formar dividint-se en dos barris, el Barri de Dalt, que data de 1828 i es formà arran de la carretera de Sant Cugat (actual BV-1415), i el Barri de Baix, de 1845 relacionat amb la construcció del ferrocarril. En aquesta època l'activitat econòmica principal continua sent l'explotació i producció del vi, tot i la crisi que va produir l'arribada de la fil·loxera. Era un municipi tradicionalment agrícola, amb conreu de cereals, vinya i farratge.
A finals del segle xix Cerdanyola esdevingué un poble d'estiueig per la burgesia catalana. Van multiplicar-se les cases residencials a barris com Montflorit i Bellaterra. A poc a poc els dos barris de Cerdanyola es van unir i s'edifiquen la nova parròquia i la casa consistorial, obra de Josep Maria Balcells. Fou en aquesta època quan la vila fou un punt de trobada per artistes com Enric Granados, Pau Casals, Josep Viladomat, Josep de Togores, Carles Buïgas o Ismael Smith.
A principis del segle xx el sector industrial va començar a agafar certa importància a la ciutat gràcies a l'electrificació de la mateixa i a la instal·lació de la fàbrica Uralita (1907) o la fàbrica de sifons Sarroca.
Però no va ser fins als anys 60 que Cerdanyola es convertiria en una vila industrial de l'àrea metropolitana de Barcelona, gràcies a la creació de polígons com la Bòbila, Uralita, Can Mitjans, la Clota, on es treballa en el sector de la metal·lúrgia, tèxtil, materials de construcció i en el sector químic, que atreuen onades d'immigrants procedents d'altres zones més deprimides de la península i provoquen la creació de nous barris a la ciutat, com el Barri Banús o Bonasort.
En els darrers anys del segle es van construir la Universitat Autònoma de Barcelona, el Parc Tecnològic del Vallès (1987), el polígon Polizur (una ampliació de la Clota). Actualment s'està creant el nou Centre Direccional, entre l'AP-7 i Sant Cugat.

## Política

### Mandats en el període democràtic
| Període      | Nom de l'alcalde/-essa                                                     | Partit polític           | Data de possessió |
| ------------ | -------------------------------------------------------------------------- | ------------------------ | ----------------- |
| 1979 - 1983  | Celestino Sánchez González                                                 | PSC                      | 19/04/1979        |
| 1983 - 1987  | Celestino Sánchez                                                          | PSC                      | 28/05/1983        |
| 1987 - 1991  | Celestino Sánchez                                                          | PSC                      | 30/06/1987        |
| 1991 - 1995  | Celestino Sánchez                                                          | PSC                      | 15/06/1991        |
| 1995 - 1999  | Celestino Sánchez (fins al 1997) i Cristina Real Masdeu (des del 1997)     | PSC                      | 17/06/1995        |
| 1999 - 2003  | Cristina Real Masdeu                                                       | PSC                      | 03/07/1999        |
| 2003 - 2007  | Antoni Morral Berenguer                                                    | ICV                      | 14/06/2003        |
| 2007 - 2011  | Antoni Morral Berenguer (moció de censura 16/2009) / Carme Carmona Pascual | ICV / PSC                | 16/06/2007        |
| 2011 - 2015  | Carme Carmona Pascual                                                      | PSC                      | 11/06/2011        |
| 2015 - 2019  | Carles Escolà Sánchez                                                      | Compromís per Cerdanyola | 13/06/2015        |
| 2019 - 2023  | Carlos Cordón Núñez                                                        | PSC                      | 15/06/2019        |
| Des del 2023 | Carlos Cordón Núñez                                                        | PSC                      | 17/06/2023        |

### Eleccions municipals del 2023
| Candidatura | Candidatura         | Cap de llista            | Vots   | Regidors | % vots |
| ----------- | ------------------- | ------------------------ | ------ | -------- | ------ |
|             | PSC-PM              | Carlos Cordón Núñez      | 11.351 | 14       | 46,63% |
|             | ERC-AM              | Albert Turon i Vilaseca  | 3.273  | 4        | 13,44% |
|             | PP                  | Ana Isabel Plans Navarro | 1.879  | 2        | 7,71%  |
|             | GuanyemC-AMUNT      | Ivan González Galdeano   | 1.548  | 2        | 6,35%  |
|             | En Comú Podem       | Pedro Arco Montalbán     | 1.499  | 1        | 6,15%  |
|             | Junts per Catalunya | Joan Sánchez Braut       | 1.482  | 1        | 6,08%  |
|             | VOX                 | Óscar Conde Alonso       | 1.420  | 1        | 5,83%  |
|             | Altres              |                          | 1541   | -        | 6,29%  |
| Total       | Total               | 24.606                   | 24.606 | 25       |        |

### Eleccions al Parlament de Catalunya del 2021
| Candidatura | Candidatura             | Cap de llista       | Vots   | Regidors | % vots |
| ----------- | ----------------------- | ------------------- | ------ | -------- | ------ |
|             | PSC                     | Salvador Illa       | 7.089  |          | 29,88  |
|             | ERC                     | Pere Aragonès       | 4.404  |          | 18,56  |
|             | JxCat                   | Carles Puigdemont   | 2.935  |          | 12,37  |
|             | Catalunya en Comú-Podem | Jessica Albiach     | 2.264  |          | 9,54   |
|             | VOX                     | Ignacio Garriga     | 1.871  |          | 7,89   |
|             | Cs                      | Carlos Carrizosa    | 1.771  |          | 7,46   |
|             | PPC                     | Alejandro Fernández | 993    |          | 4,19   |
|             | CUP                     | Dolors Sabater      | 1445   |          | 6,09   |
| Total       | Total                   | 36.305              | 36.305 |          |        |

### Eleccions al Generals del novembre de 2019
| Candidatura | Candidatura             | Cap de llista    | Vots   | Regidors | % vots |
| ----------- | ----------------------- | ---------------- | ------ | -------- | ------ |
|             | PSC                     | Pedro Sánchez    | 8.248  |          | 25,22  |
|             | ERC                     | Gabriel Rufián   | 6.069  |          | 18,56  |
|             | Catalunya en Comú-Podem | Pablo Iglesias   | 5.802  |          | 17,74  |
|             | JxCat                   | Laura Borràs     | 2.644  |          | 8,09   |
|             | PPC                     | Pablo Casado     | 2.559  |          | 7,83   |
|             | Cs                      | Inés Arrimadas   | 2.298  |          | 7,03   |
|             | VOX                     | Santiago Abascal | 1.994  |          | 6,1    |
|             | CUP                     | Mireia Vehí      | 1.689  |          | 5,17   |
| Total       | Total                   | 32.456           | 32.456 |          |        |

## Comunicacions
Es pot arribar a Cerdanyola:
- En cotxe:
  - per les autopistes AP-7 i C-58
  - per la carretera N-150, carretera d'Horta BV-1415 i carretera de Sabadell a Sant Cugat del V. BV-1414.

- En tren:
  -   Renfe Operadora - Estacions en: Cerdanyola del Vallès, línies    i en Cerdanyola Universitat, línies   
  -   Ferrocarrils de la Generalitat de Catalunya - Estacions en: Bellaterra    i en Universitat Autònoma

(el nom del servei FGC Plaça Catalunya-Universitat Autònoma s'ha canviat de S55 a S6 a juliol 2017)
- En autobús:
  - Línia e3: Barcelona (La Sagrera) - Cerdanyola del Vallès - Universitat Autònoma de Barcelona.
  - Línia A4: Barcelona (Sant Andreu) - Cerdanyola del Vallès - Sant Cugat del Vallès.
  - Línia A7: Barcelona (Plaça Lesseps) - Cerdanyola del Vallès (Per Carretera d'Horta).
  - Línia B2: Sabadell - Barberà del Vallès - Cerdanyola del Vallès - Ripollet.
  - Línia B4: Universitat Autònoma de Barcelona / Montflorit - Cerdanyola del Vallès - Badia del Vallès.
  - Línia B6: Universitat Autònoma de Barcelona - Badia del Vallès - Barberà del Vallès - Sabadell.
  - Línia B7: Cerdanyola - Sant Cugat del Vallès - Rubí.
  - Línia 648: Montcada - Cerdanyola - Universitat Autònoma de Barcelona - Bellaterra.
  - Línia N62: Barcelona - Cerdanyola - Universitat Autònoma de Barcelona - Sant Cugat del Vallès. (Autobús nocturn)
  - Línia N64: Barcelona - Cerdanyola - Sabadell. (Autobús nocturn)

- Línies urbanes d'autobús:
  - Línia 1 (SU1): Can Coll - Canaletes
  - Línia 2 (SU2): Can Cerdà - Ajuntament - Bellaterra
  - Línia 3 (SU3): Canaletes - Estació Cerdanyola Universitat
  - Línia PA: Bellaterra - RENFE UAB - Parc ALBA

### Demografia
| 1497 f | 1515 f | 1553 f | 1717 | 1787 | 1857 | 1877 | 1887 | 1900 | 1910  |
| ------ | ------ | ------ | ---- | ---- | ---- | ---- | ---- | ---- | ----- |
| 42     | 42     | 45     | 188  | 284  | 574  | 722  | 948  | 928  | 1.032 |

| 1920  | 1930  | 1940  | 1950  | 1960  | 1970   | 1981   | 1990   | 1992   | 1994   |
| ----- | ----- | ----- | ----- | ----- | ------ | ------ | ------ | ------ | ------ |
| 1.351 | 3.026 | 3.496 | 4.007 | 6.455 | 19.945 | 51.173 | 56.497 | 56.932 | 56.932 |

| 1996   | 1998   | 2000   | 2002   | 2004   | 2006   | 2008   | 2010   | 2012   | 2014   |
| ------ | ------ | ------ | ------ | ------ | ------ | ------ | ------ | ------ | ------ |
| 50.503 | 51.305 | 52.778 | 54.404 | 56.065 | 57.959 | 58.493 | 58.407 | 57.892 | 57.402 |

| 2016   | 2018   | 2020   | 2022   | 2024   | 2026 | 2028 | 2030 | 2032 | 2034 |
| ------ | ------ | ------ | ------ | ------ | ---- | ---- | ---- | ---- | ---- |
| 57.543 | 57.740 | 57.855 | 57.291 | 58.100 | -    | -    | -    | -    | -    |

| Entitat de població   | Habitants (2024) |
| Cerdanyola del Vallès | 54.794           |
| Bellaterra            | 3.037            |
| Font: Idescat         |                  |

## Llocs d'interès

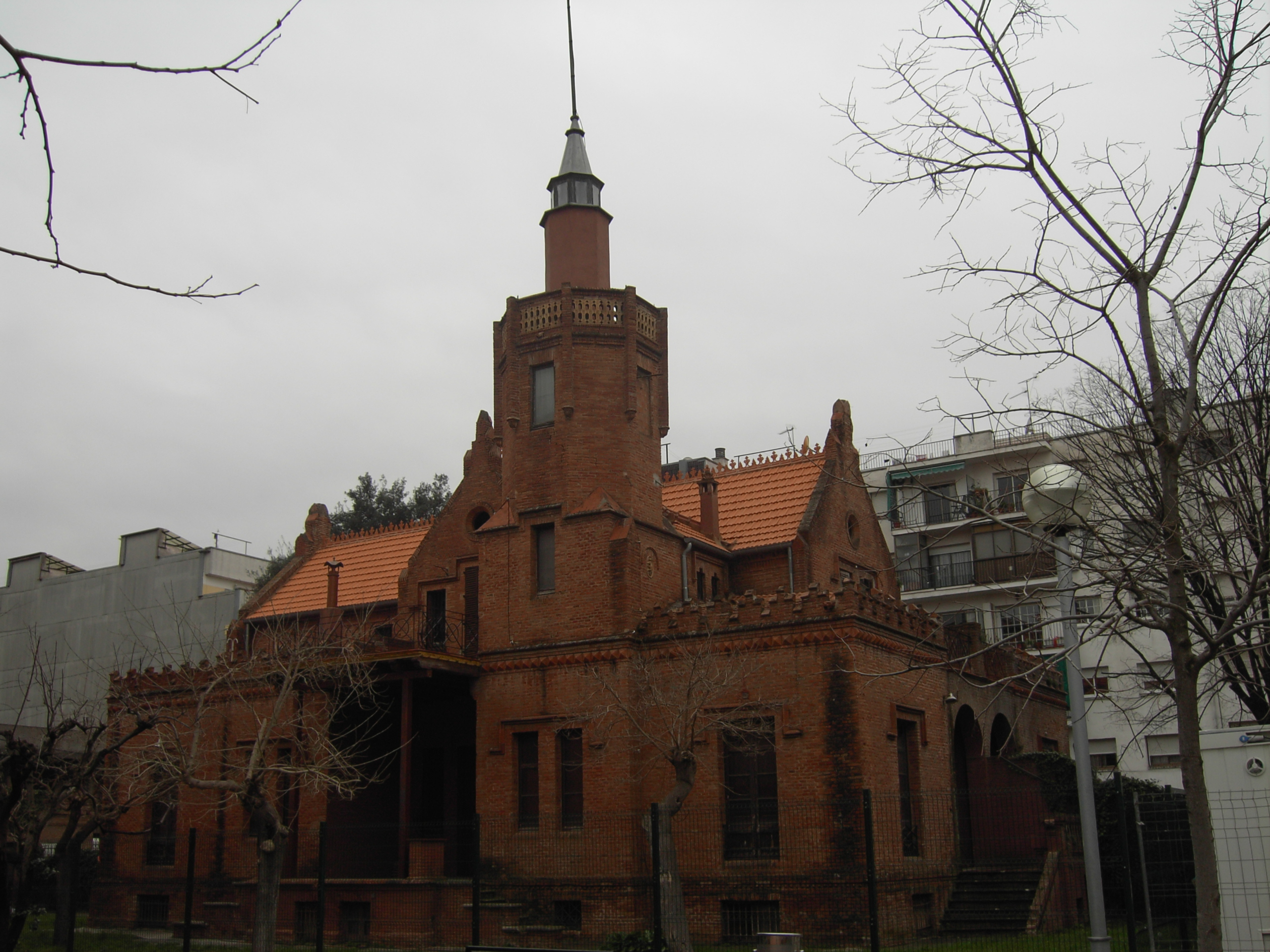
La Torre Vermella

A la ciutat destaca el poblat ibèric de Ca n'Oliver, l'església romànica de Sant Iscle de les Feixes, l'ermita barroca de Santa Maria de les Feixes, l'església vella de Sant Martí i el castell de Sant Marçal, com també un gran nombre de masies, testimoni del seu passat agrícola.
La ciutat de Cerdanyola posseeix un ric patrimoni arquitectònic de finals del segle xix i del primer quart del segle xx a causa del caràcter de població d'estiueig que va tenir fins als anys 40 i que ha condicionat el seu desenvolupament urbà. Aquestes construccions seguien els estils arquitectònics dominants en aquell moment, especialment el modernisme català i el noucentisme, com és el cas de Can Domènec, la Torre Vermella, Casa Vinyes, Can Llopis, la Torre Vinyals, les cases del carrer de Sant Francesc, Ca l'Arquer, Ca n'Ortadó o la Casa Mañà.
Al terme també hi ha la Universitat Autònoma de Barcelona, el Parc Tecnològic del Vallès i el Parc de l'Alba, conegut internacionalment com a Barcelona Synchrotron Park, on hi ha el sincrotró ALBA, inaugurat el 22 de març del 2010.
També, com a part del municipi de Cerdanyola tenim la serra de Collserola (amb un total de més 8.000 ha); bona part de la seva superfície pertany al terme municipal de Cerdanyola.

## Serveis
- Biblioteques: Biblioteca Central, inaugurada l'any 2015 en substitució de l'antiga biblioteca de Ca n'Altimira.
- Comerç: Hi ha dos mercats municipals, un al barri de les Fontetes i l'altre a Serraparera. Els divendres es fa mercadal al costat d'ambdós mercats.
- Cultura: 
  - Arxiu Municipal inaugurat el 2000.
  - Ateneu de Cerdanyola- Espai cultural polivalent.
  - Espai Enric Granados – Sala d'exposicions de 170 m² dedicada a l'art i a la cultura inaugurada el 2004.
  - Museu de Cerdanyola- Inaugurat el 1998, és un museu d'història local ubicat en una antiga torre d'estiueig d'estil noucentista, Ca n'Ortadó, creada per l'arquitecte Joaquim Lloret el 1929.
  - Museu d'Art de Cerdanyola, Can Domènec.[9]
  - Centre Cívics- Existeixen diferents centres cívics a la ciutat a Banús-Bonasort, Bellaterra, Fontetes, Montflorit, Quatre Cantons, Sant Ramón, Serraperera, Turó de Sant Pau i Turonet.
  - Poblat ibèric al turó de Ca n'Oliver i Museu Ibèric de ca n'Oliver, jaciment i museu arqueològic en un turó del barri de Montflorit, data del segle vi aC.
  - Festival internacional de Blues de Cerdanyola
  - Fantosfreak[10] - Festival internacional de cinema i curtmetratges de gènere fantàstic, freak i surrealista.
  - Biennal de Poesia Còdols
  - Club de lectura Vespres Literaris de Montflorit
- Esport:
  - Camps de futbol (Montflorit, La Bòbila-Pinetons, Santa Anna, Serraperera i Fontetes). La Bòbila-Pinetons és la seu del Cerdanyola del Vallès Futbol Club, l'equip local
  - Circuit Municipal de Radiocontrol de Cerdanyola del Vallès
  - Piscina Municipal de Montflorit
  - Zones esportives de Can Xarau, Guiera i Fontetes
- Fires: S'organitzen diferents fires anuals, com el Firestoc i Firauto.
- Salut: Hi ha tres centres d'atenció primària, un a Fontetes, un altre a Serraparera -tots dos al costat dels respectius mercats municipals- i un tercer centre al barri de Canaletes.
- Premsa local: Cerdanyola al dia, Tot Cerdanyola, Butlletí Riu Sec (trimensual)
- Ràdio: Servei municipal d'informació radiofònica Cerdanyola Ràdio 105.3

## Esports
Cerdanyola disposa, aproximadament, de 30 entitats dedicades a la pràctica de l'esport.
Tradicionalment l'esport més popular entre la població cerdanyolenca ha sigut l'hoquei patins, tenint seu a la ciutat el club degà estatal, el Cerdanyola Club d'Hoquei, club que ha arribat diverses vegades a la màxima categoria de l'hoquei patins estatal (tant en modalitat masculina com femenina), així com una final de la Copa CERHS l'any 1985.
En l'actualitat, altres esports estan agafant molta popularitat entre els habitants del municipi, així com el futbol amb el Cerdanyola del Vallès Futbol Club (que des de la seva creació l'any 2006, el seu primer equip, ha portat una trajectòria ascendent militant actualment a Tercera Federació), com també el bàsquet amb el Club Bàsquet Cerdanyola o el Patinatge Artístic amb dos clubs representants (el Club Patinatge Artístic Cerdanyola del Vallès i la secció de Patinatge Artístic del Cerdanyola CH).
L'abril de 2016 es va celebrar a la localitat el Campionat d'Espanya de Duatló.

## Festes locals

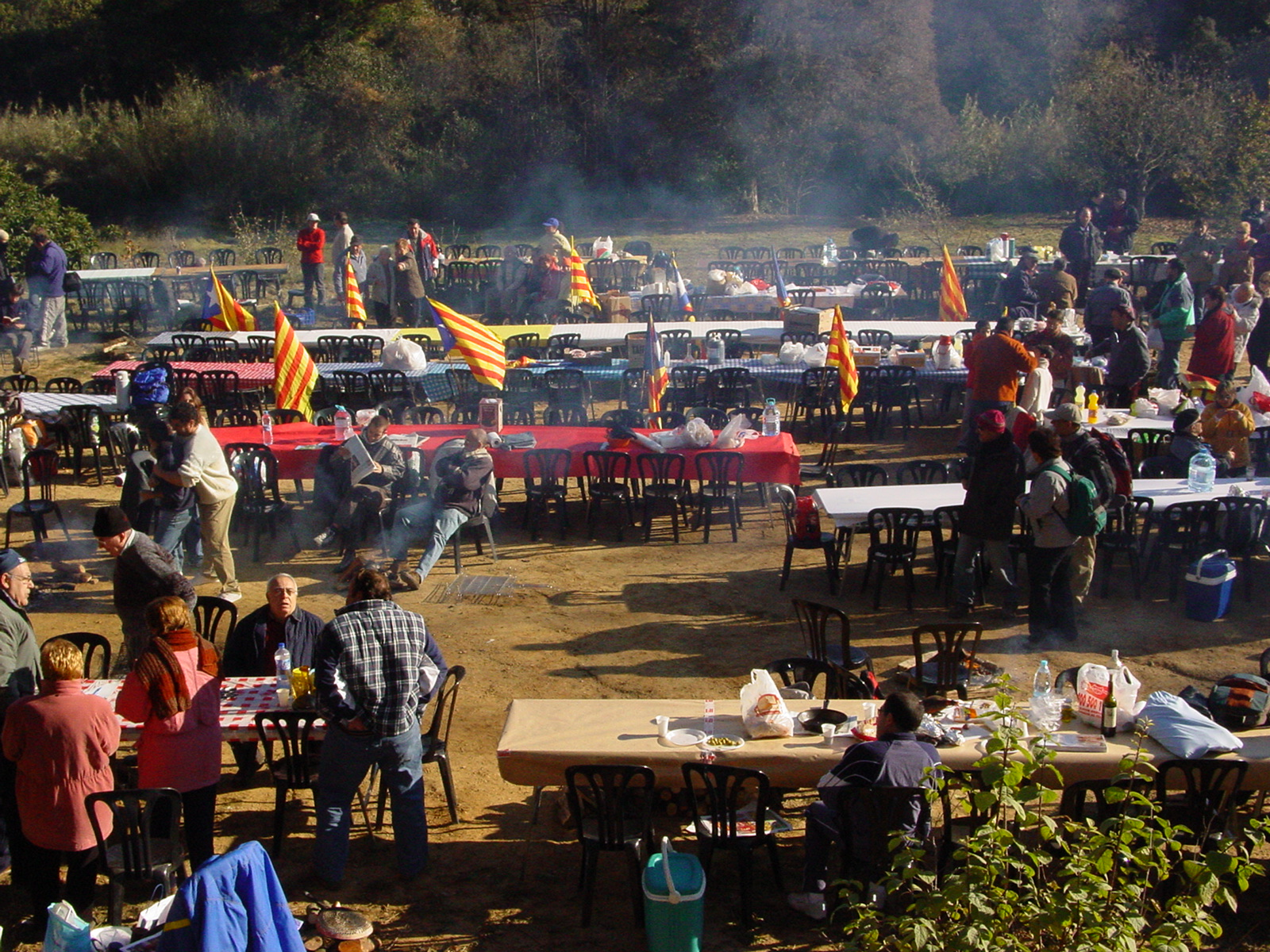
Aplec de Sant Iscle.

- Roser de Maig. Primer diumenge de maig. La festa apareix documentada per primer cop el 1419, quan es va celebrar amb la presència del rei Alfons IV.
- Sant Martí. Patró de la ciutat. 11 de novembre. Aquesta festa, d'origen esclesiàstic (amb gran importància a la zona a principis del segle xx), es va anar convertint en un acte més socialitzat i dirigit per entitats veïnals. La festivitat es va interrompre l'any 1962, degut als aiguats.[12]
- Aplec de Sant Iscle. Tercer diumenge de novembre.

## Persones cèlebres
Categoria principal: Cerdanyolencs
- Josep de Togores i Llach (1893-1970), pintor
- Jaume Mimó i Llobet (1893-1964), historiador
- Josep Maria Roviralta, fundador d'Indústries Uralita
- Gaietà Buïgas i Monravà, arquitecte autor del monument a Colom a Barcelona i pare de Carles Buïgas.
- Carles Buïgas i Sans, enginyer luminotècnic
- Josep Viladomat,(1899-1989), escultor
- Víctor Català, escriptora
- Sebastià Garriga i Morera, escultor i músic
- Yolanda Ramos, actriu i humorista
- Abril Zamora (n. 1981), actriu, dramaturga, guionista i directora de teatre i televisió
- Octavi Pujades (n. 1974), actor de cinema, teatre i televisió.